# Ferrocarril Carlos Antonio López

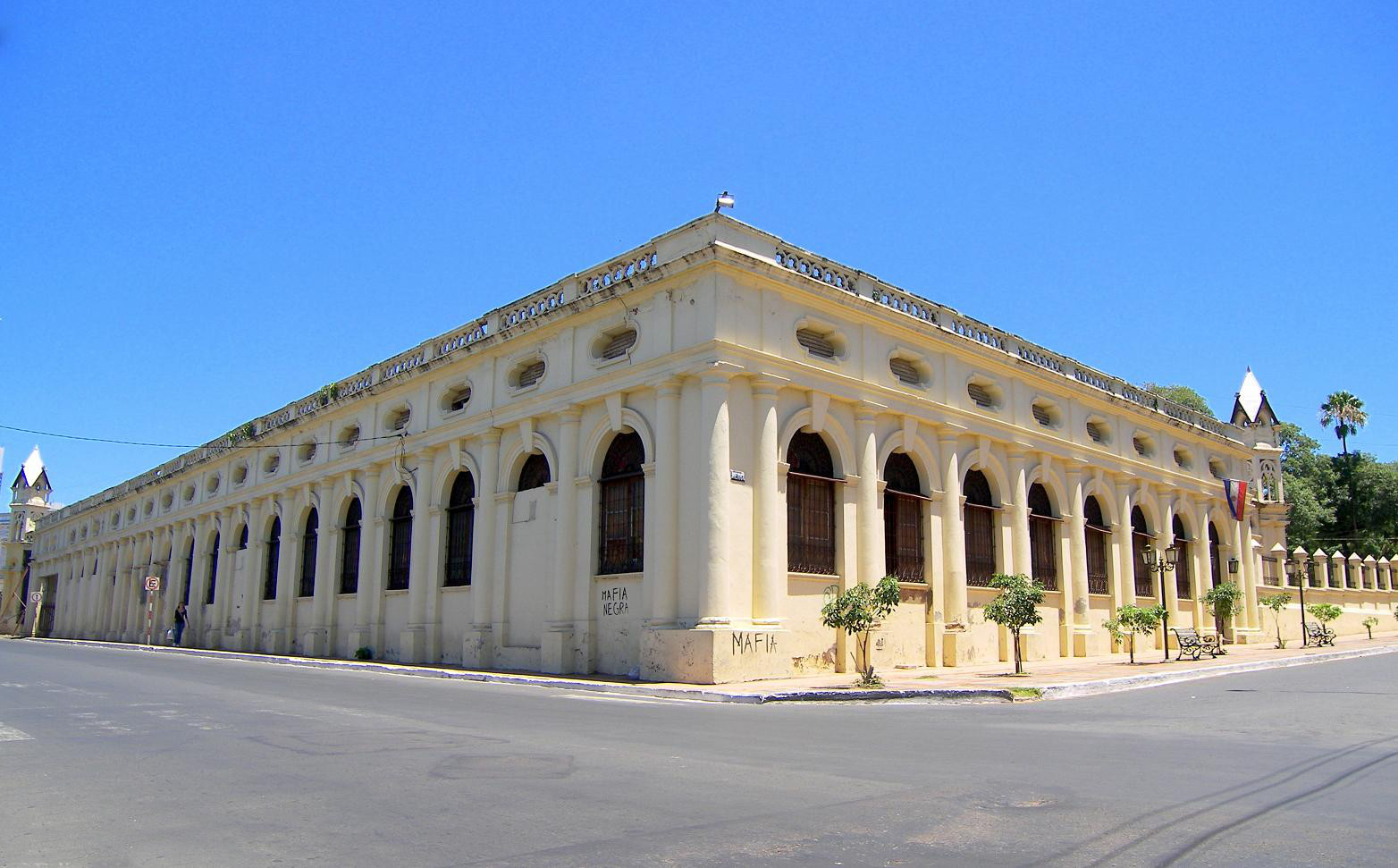
Vista de la galerías de la Estación Central

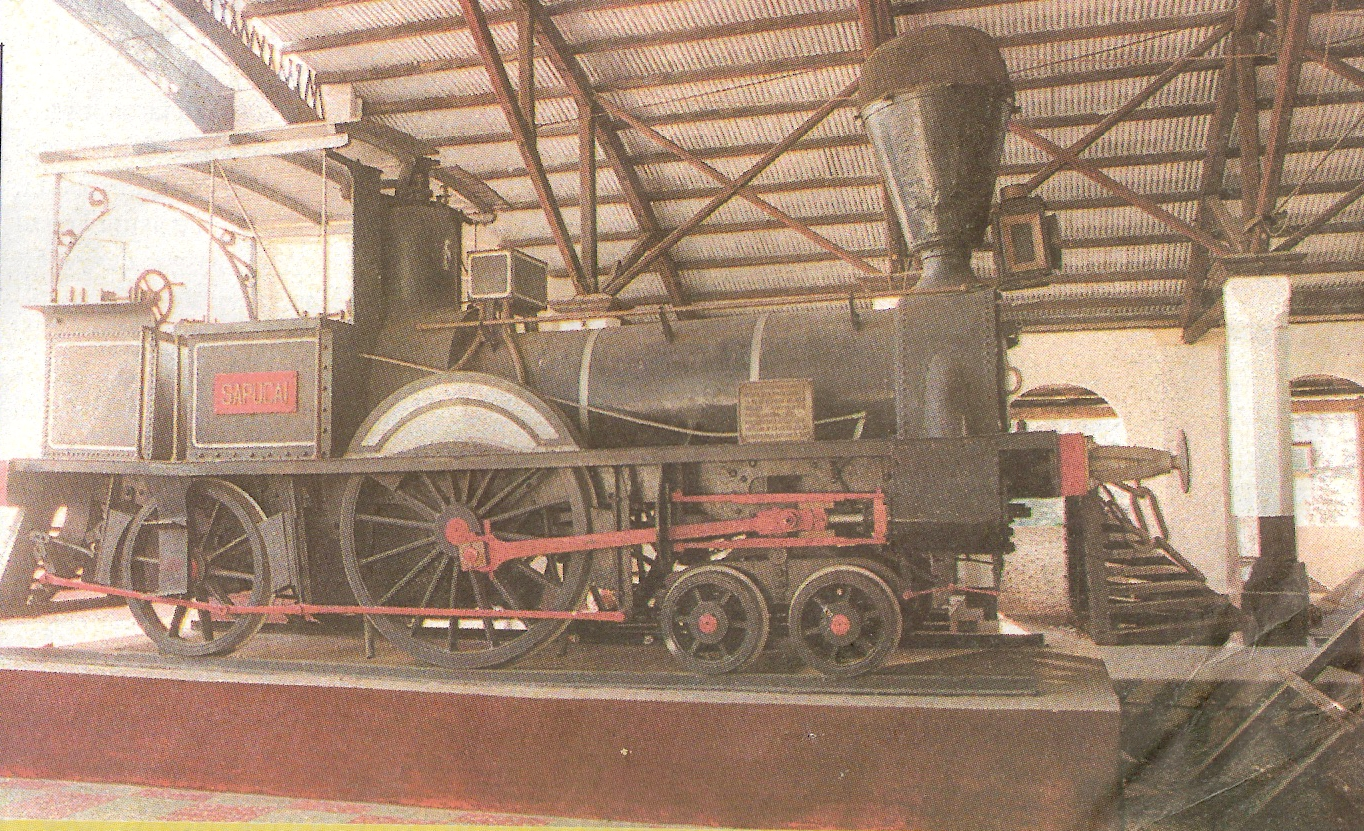
La locomotora Paraguay (1861), preservada en la estación Central de Asunción

Ferrocarril Carlos Antonio López es el nombre que tomó en 2000 el Ferrocarril Central del Paraguay (FCCP), el único medio de transporte ferroviario de la República del Paraguay.

## Historia
Para construir el primer ferrocarril paraguayo en 1854 Francisco Solano López y Venancio López Carrillo fueron enviados al Reino Unido por su padre el presidente Carlos Antonio López. Ellos contrataron como ingenieros consultores para la compra de material ferroviario a los hermanos John y Alfred Blyth. Ese mismo año fueron contratados más ingenieros británicos, entre los cuales George Paddison, a quien se le asignó la ejecución de la obra secundado por los ingenieros George Thompson, Evil P. Burnell y Henry Valpy, a las órdenes de John Whitehead, jefe de los arsenales del Gobierno paraguayo. En la construcción de una línea de trocha ancha (1676 mm) trabajó personal de zapadores del Ejército de Paraguay. El 24 de marzo de 1856 fue enviado al Reino Unido un barco con 50 000 libras esterlinas para que Blyth comprase lo necesario para la construcción del tramo desde Asunción hasta Paraguarí. El Arsenal de Marina paraguaya colaboró construyendo material rodante y accesorios para las estaciones.
Las obras dieron inicio en 1857 y en junio de ese año fue habilitado un tramo de 415 metros desde los arsenales del Ejército hasta el murallón de la ribera cercano al Puerto de Asunción, para ser utilizado por zorras tiradas por caballos. El 14 de mayo de 1859 fue inaugurado el tramo extendido hasta la plaza San Francisco (hoy plaza Uruguaya), uniendo el muelle con la aduana central, a fin de facilitar el acarreo de materiales para la construcción de la vía férrea. 
El 21 de octubre de 1861 fue inaugurado el tramo desde la estación San Francisco (hoy estación Central) hasta Ybyraty (actualmente barrio Santísima Trinidad), cerca de donde hoy se halla el Jardín Botánico Moisés S. Bertoni. El 25 de diciembre de 1861 se inauguró el tramo hasta la estación Luque y a principios de 1862 alcanzó Areguá. El 27 de marzo de 1862 alcanzó Guazú Vira (Yparacaí) y dos meses después a Pirayú. El 24 de julio de 1864 fue inaugurada la estación Central. El 2 de agosto de 1864 se inauguró el tramo entre Pirayú a Cerro León. El 6 de octubre de 1864 llegó a Paraguarí. El 12 de noviembre de 1864 se iniciaron las acciones que llevaron a la guerra de la Triple Alianza, quedando interrumpido el avance de las obras a la altura de Sapucai. Durante la guerra el ejército paraguayo levantó parte de la vía férrea para evitar su utilización por las fuerzas aliadas. Al ser capturado todo su recorrido por los aliados el ferrocarril fue restablecido precariamente por las fuerzas brasileñas en 1870, poco antes del final de la guerra. 
El 4 de mayo de 1871 fue sancionada una ley que autorizó la venta del ferrocarril. El 30 de diciembre de 1876 el presidente Juan Bautista Gill autorizó la venta del ferrocarril para saldar deudas de guerra impuestas por Brasil. El 17 de marzo de 1877 se realizó la licitación, que ganó la empresa del ganadero italiano Luis Patri, Travasso Patri y Cia.. La escritura de venta se firmó el 27 de marzo de 1877 por un total de 1 000 000 de pesos oro, y con el cargo de continuar la vía hasta Villarrica construyendo 6 estaciones.
Al no cumplirse lo acordado, el 10 de enero de 1886 el gobierno del presidente Bernardino Caballero recompró el ferrocarril por 1 200 000 pesos oro. El 19 de agosto de 1886 se sancionó una ley que obligó al Gobierno a extender la vía férrea desde Paraguarí a Villarrica, lo cual fue contratando el 24 de setiembre de 1886 con la empresa Travasso Patri y Cia.
En 1887 el presidente Patricio Escobar autorizó la venta del ferrocarril a una compañía británica que tomó el nombre de The Paraguay Central Railway Co., por lo que la línea fue renombrada Ferrocarril Central del Paraguay (FCCP). En abril de 1889 la sociedad suscribió contrato de construcción sobre la base de la emisión de Deventures. El 12 de junio de 1889 fue firmado el contrato de venta y el 25 de diciembre de 1889 llegó el primer tren a Villarrica. En junio de 1889 comenzó a construirse la extensión del ramal hasta el río Pirapó, que fue inaugurada en agosto de 1891. En 1894 fueron finalizadas las obras de los talleres ferroviarios de Sapucai. En 1907 la compañía The Paraguay Central Railway Co. quedó como única propietaria del ferrocarril luego de negociaciones con el gobierno de Benigno Ferreira. En 1909 el estadounidense Percival Farquhar adquirió la mayor parte de las acciones del ferrocarril.
En busca de establecer una vinculación con el Ferrocarril Nordeste Argentino, en 1910 el gobierno de Argentina suscribió acciones ordinarias por valor de 220 000 libras esterlinas que se utilizaron en la construcción de la línea férrea desde el río Pirapó hasta Encarnación, en donde se construyó el embarcadero de Pacú Cuá sobre el río Paraná. El 9 de junio de 1911 las vías llegaron a Encarnación y el 20 de octubre de 1913 se habilitó un servicio de ferry boat hasta la ciudad de Posadas, lo que permitió viajar en Asunción y Buenos Aires sin cambiar de vagón a través de los ferrocarriles Central del Paraguay, Nordeste Argentino, de Entre Ríos y Central de Buenos Aires y el cruce del río Paraná en ferrys en el sur de Entre Ríos. La vinculación con la red ferroviaria argentina requirió el retrochado del ferrocarril paraguayo a la misma trocha que se utilizaban los ferrocarriles argentinos de la Mesopotamia (1435 mm). 
En 1914 se inauguró el ramal entre San Salvador y Eugenio A. Garay, que en 1919 fue ampliado hasta Abaí, en busca de alcanzar Foz do Iguazú en Brasil, lo cual no se concretó.
En 1951 el Gobierno paraguayo intervino el ferrocarril debido a las deficiencias técnicas y de servicio. Nuevas intervenciones se produjeron después, la última de las cuales fue el 1 de agosto de 1959. Debido a que el ejercicio 1958 arrojó una pérdida de 12 244 440 guaraníes, el 31 de diciembre de 1959 la compañía dispuso el cese del funcionamiento del ferrocarril. Simultáneamente despidió a todos sus empleados. El gobierno de Alfredo Stroessner restableció el servicio tomando a cargo del déficit de la compañía británica. Por ley sancionada el 8 de febrero de 1961 fue creado un organismo autárquico para explotar el servicio ferroviario a ser nacionalizado. El 28 de agosto de 1961 el Estado paraguayo compró el ferrocarril por 200 000 libras esterlinas a pagar a 20 años de plazo y sin interés y tomó posesión de él el 21 de octubre de 1961, exactamente un siglo después de su inauguración. El Ministerio de Obras Públicas y Comunicaciones se hizo cargo de la administración del ferrocarril estatizado.
El 4 de enero de 1990 el Gobierno argentino decretó el fin del servicio internacional de trenes (llamado El Guaraní) entre Argentina y Paraguay.
Al inaugurarse la represa de Yacyretá el 7 de julio de 1998 el ramal quedó cortado en Encarnación finalizando la conexión con Argentina. En 1999 el ferrocarril dejó de funcionar. 
En 2000 fue promulgada una ley que renombró la línea como Ferrocarril Carlos Antonio López (FCPCAL). En 2002 el presidente Luis González Macchi promulgó un decreto que creó la Compañía Ferrocarriles del Paraguay S.A. con el Estado como principal accionista con miras a su privatización. El decreto 1972/2004 del 11 de marzo de 2004 el Estado paraguayo traspasó los bienes del ferrocarril a la empresa estatal Ferrocarriles Paraguayos S.A. (FEPASA).
Los paseos turísticos en tren entre la estación Central y Areguá finalizaron en 2009, cesando por completo la operación ferroviaria. Luego de restablecerse la vía inundada por Yacyretá, el Tren Binacional Posadas-Encarnación fue inaugurado el 31 de diciembre de 2014 entre el apeadero Posadas y el apeadero Encarnación en Paraguay, a ambos lados del Puente Internacional San Roque González de Santa Cruz.